# Бехлер, Гельмут
Гельмут Бехлер (нем. Helmut Bechler, 2 июня 1898 — 9 января 1971) — немецкий военачальник, генерал-майор вермахта, командующий 85-й пехотной дивизией во время Второй мировой войны с 22 ноября 1944 по 15 марта 1945. Кавалер Рыцарского креста Железного креста, высшего ордена нацистской Германии. Старший брат Бернхарда Бехлера.

## Награды
- Железный крест (1914)
  - 2-го класса (20 июля 1916)
  - 1-го класса (21 августа 1918)
- Нагрудный знак «За ранение»
  - в чёрном (30 сентября 1918)
- Почётный крест ветерана войны (5 марта 1935)
- Железный крест (1939)
  - 2-го класса (14 мая 1940)
  - 1-го класса (8 июня 1940)
- Медаль «За зимнюю кампанию на Востоке 1941/42»
- Нагрудный штурмовой пехотный знак (3 июля 1944)
- Немецкий крест в золоте (19 декабря 1941)
- Рыцарский крест Железного креста (26 марта 1944)
- Упомянут в Вермахтберихте 2 апреля 1944